# Маніфольди МПБ2-80×35 і МПБ2-80×35К2
МАНІФОЛЬДИ МПБ2-80Х35 І МПБ2-80Х35К2, (рос. манифольды МПБ2-80х35 и МПБ2-80х35К2; англ. manifolds МПБ2-80х35 and МПБ2-80х35К2; нім. Manifolde n pl МПБ2-80х35 und МПБ2-80х35К2) — маніфольди, які призначені для обв'язування стовбурної частини противикидного обладнання, включають блоки глушіння, дроселювання і сепарації, а також прямотечійні засувки з гідроприводом і ручним управлінням. Основні елементи маніфольда змонтовано на окремих блоках.

## Технічні характеристики маніфольдів
МПБ2-80×35 — умовний прохід — 80 мм; тиск, МПа: робочий — 35 ; пробний — 70; робоче середовище — некорозійне (нафта, газ, газоконденсат, буровий розчин, вибурена порода і їх суміш); запірний пристрій — прямотечійні засувки ЗМ-80х35 і ЗМ-80Гх35; регулюювальний пристрій (дросель) — ДР-80х35, ДР-80Гх35; маса в зібраному вигляді — 8308 кг;
МПБ2-80×35К2 — умовний прохід — 80 мм; тиск, МПа: робочий — 35 ; пробний — 70; робоче середовище — корозійне (нафта, газ, газоконденсат, буровий розчин, вибурена порода і їх суміші з об'ємним вмістом Н2S і CO2 до 6 % кожного компонента); запірний пристрій — прямотечійні засувки ЗМ-80х35К2 і ЗМ-80Гх35К2; регулюючий пристрій (дросель) — ДР-80х35К2, ДР-80Гх35К2 ; маса в зібраному вигляді — 8027 кг.